# 농성 (평택시)
농성(農城)은 대한민국 경기도 평택시 팽성읍 안정리 마을의 북쪽 논 가운데 있는 성으로, 흙으로 쌓았다. 1981년 7월 16일 경기도의 기념물 제74호로 지정되었다.

## 개요
경기도 평택시 팽성읍 안정리 마을의 북쪽 논 가운데 있는 성으로, 흙으로 쌓았다.
전체 모습은 타원형으로 둘레는 약 300m이고 높이는 4m 내·외이며, 동쪽과 서쪽에 문터가 있다. 무너진 곳의 단면을 보면 붉은색의 고운 찰흙을 층층이 다져 쌓은 흔적이 있다.
성을 쌓은 이유는 삼국시대에 도적 때문에 쌓았다는 이야기를 비롯하여 신라 말기 중국에서 건너온 평택임씨의 시조인 임팔급이 축조하여 생활 근거지로 삼았다는 설이 있다. 그리고 고려시대에 서해안으로 침입하는 왜구를 막기 위해 쌓았다는 설과 임진왜란 때 왜적을 막기 위해 쌓았다는 설이 전한다. 성 바로 옆에는 겨울철에는 따뜻한 물이, 여름철에는 찬물이 나오는 우물이 있었다고 한다.
이 성은 평지에 만든 소규모의 성으로 이런 흙으로 쌓은 성곽들은 대부분 초기 국가의 형성단계에서 나타나는 형태인데, 이 지역의 토착 세력 집단들이 그들의 근거지로 축성한 것으로 추정된다.